# Neubrunn (Unterfranken)
Neubrunn ist ein Markt im unterfränkischen Landkreis Würzburg.

## Geographie
Neubrunn liegt in der Region Würzburg.

### Gemeindegliederung
Neubrunn hat zwei Gemeindeteile:
- Böttigheim (Pfarrdorf)
- Neubrunn (Hauptort)

Es gibt die Gemarkungen Böttigheim und Neubrunn.

### Nachbargemeinden
- Helmstadt
- Altertheim
- Werbach
- Wertheim

### Gewässer
Durch den Ort fließt der Mühlbach der nördlich des Ortes aus einer Quelle entspringt und Richtung Westen nach Kembach den Ort verlässt.

## Name

### Etymologie
Der Name Neubrunn besteht aus den althochdeutschen Wörtern niuwe und Brunno. Sie bedeuten „neu“ und „Quelle“ oder „Brunnen“. Ausgangspunkt des Ortsnamens war demnach eine neugefundene Quelle oder ein neuerrichteter Brunnen.

### Frühere Schreibweisen
Frühere Schreibweisen des Ortes aus diversen historischen Karten und Urkunden:
| - 750 Nûenbrunnen - 815 Nuwenbrunno - 1193 Niwenbrunnen - 1329 Neunbrunne | - 1340 Nuwenbrůn - 1480 Neunbronne - 1500 Newbrun - 1747 Neubrunn |

## Geschichte

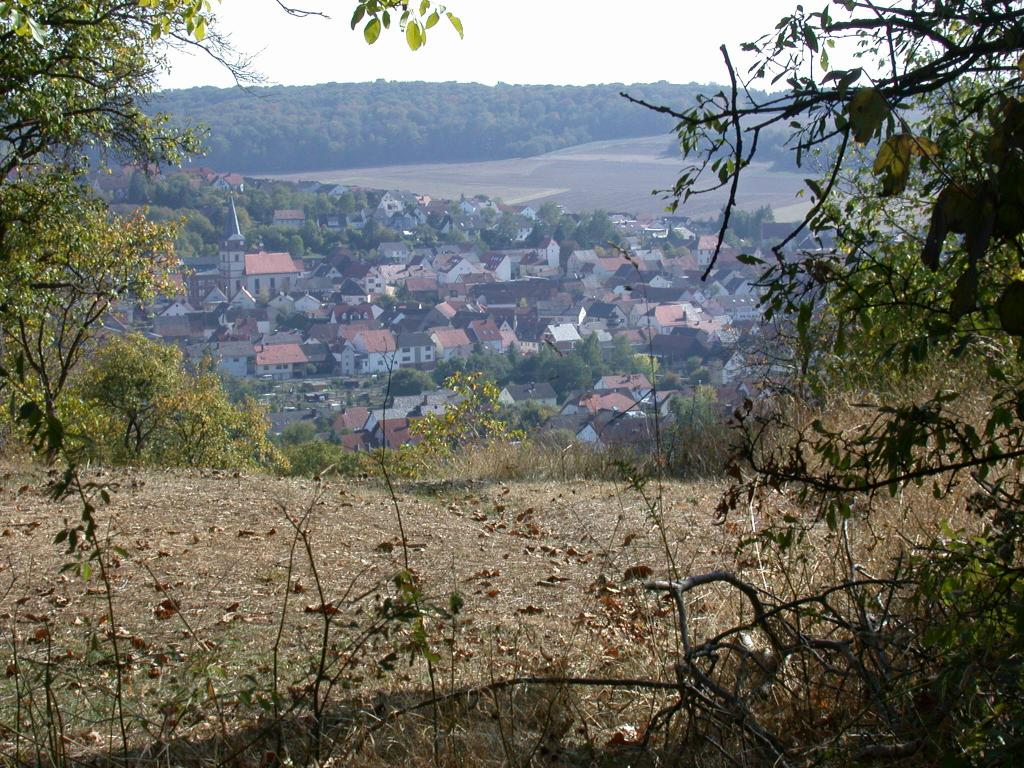
Neubrunn

### Bis zur Gemeindegründung
Ludwig IV. „der Bayer“, Römischer König und Kaiser, verlieh Neubrunn 1323 das Stadtrecht. Dies erlaubte dem Deutschorden, „aus dem Dorf Neubrunn eine Stadt zu machen mit Befestigung, Wochenmarkt und Recht, wie die Stadt Wertheim hat.“ Überreste des Stadtrechtes sind Teile der Stadtmauer, die am Friedhof teilweise noch erhalten geblieben sind. Vom Deutschorden wurde ein 1315 gegründetes Spital übernommen, das als Pfründneranstalt 1319 nach Stadtprozelten verlegt wurde.
Das ehemalige Amt Neubrunn des Hochstiftes Würzburg, das zum Fränkischen Reichskreis gehörte, wurde nach der Säkularisation 1803 zugunsten Bayerns 1805 Erzherzog Ferdinand von Toskana zur Bildung des Großherzogtums Würzburg überlassen und fiel mit diesem 1814 endgültig an Bayern. Im Jahr 1818 entstand die politische Gemeinde.

### Eingemeindungen
Im Zuge der Gebietsreform in Bayern wurde am 1. Mai 1978 die Gemeinde Böttigheim eingegliedert.

### Einwohnerentwicklung
- 1961: 2128 Einwohner[6]
- 1970: 2179 Einwohner[6]
- 1987: 2124 Einwohner
- 1991: 2212 Einwohner
- 1995: 2449 Einwohner
- 2000: 2381 Einwohner
- 2005: 2339 Einwohner
- 2010: 2165 Einwohner
- 2015: 2243 Einwohner

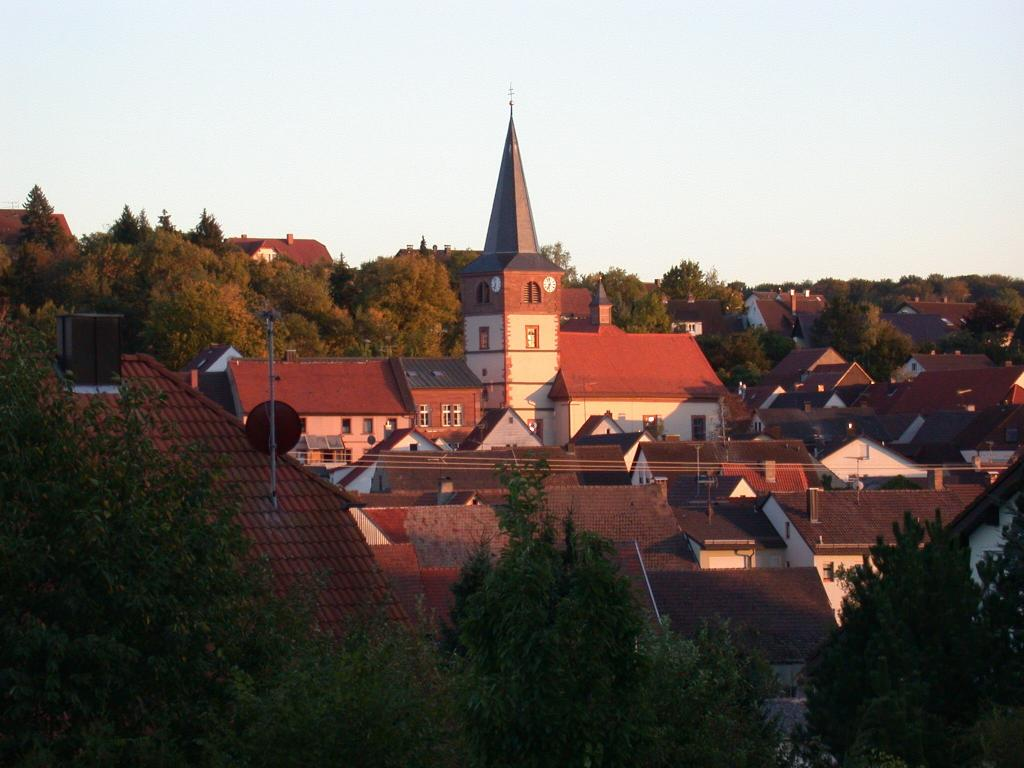
Zentrum von Neubrunn mit Kirche

Im Zeitraum 1988 bis 2018 stieg die Einwohnerzahl von 2137 auf 2303 um 166 Einwohner bzw. um 7,8 %. 1994 hatte der Markt 2460 Einwohner.Quelle: BayLfStat

## Politik

### Bürgermeister
Heiko Menig (CSU) ist seit 1. Mai 2008 Bürgermeister. Er wurde am 15. März 2020 bei einer Wahlbeteiligung von 61,5 % mit 88,2 % der Stimmen für weitere sechs Jahre gewählt.

### Marktgemeinderat
Der Marktgemeinderat hat 14 Mitglieder (zuzüglich 1. Bürgermeister). Bei der Gemeinderatswahl am 15. März 2020 erreichten die zwei Wahlvorschläge folgende Stimmenanteile und Sitze:
| CSU                        | 25,26 % | 4 Sitze  |
| Bürgervereinigung Neubrunn | 74,74 % | 10 Sitze |

### Gemeindefinanzen
Die Gemeindesteuereinnahmen betrugen im Jahr 2012 1.206.000 Euro, davon betrugen die Gewerbesteuereinnahmen (netto) 191.000 Euro. Die Pro-Kopf-Verschuldung lag bei nur 134 Euro.

### Allianz Waldsassengau
Seit dem 20. November 2014 ist Neubrunn zusammen mit zwölf weiteren Gemeinden in der Allianz Waldsassengau organisiert. Der Verein dient der interkommunalen Zusammenarbeit.

## Wappen
| Wappen von Neubrunn | Blasonierung: „In Schwarz über einer goldenen Zinnenmauer mit goldenem Torturm nebeneinander schwebend zwei Schilde; rechts in Silber ein durchgehendes schwarzes Tatzenkreuz, links in Rot drei silberne Spitzen.“ |
| Wappen von Neubrunn | Wappenführung seit 1964 |

## Natur und Schutzgebiete
Von überregionaler Bedeutung ist das Naturschutzgebiet und FFH-Gebiet „Trockenhänge bei Böttigheim“, in dem zahlreiche seltene oder gefährdete Tier- und Pflanzenarten vorkommen.

## Wirtschaft und Infrastruktur

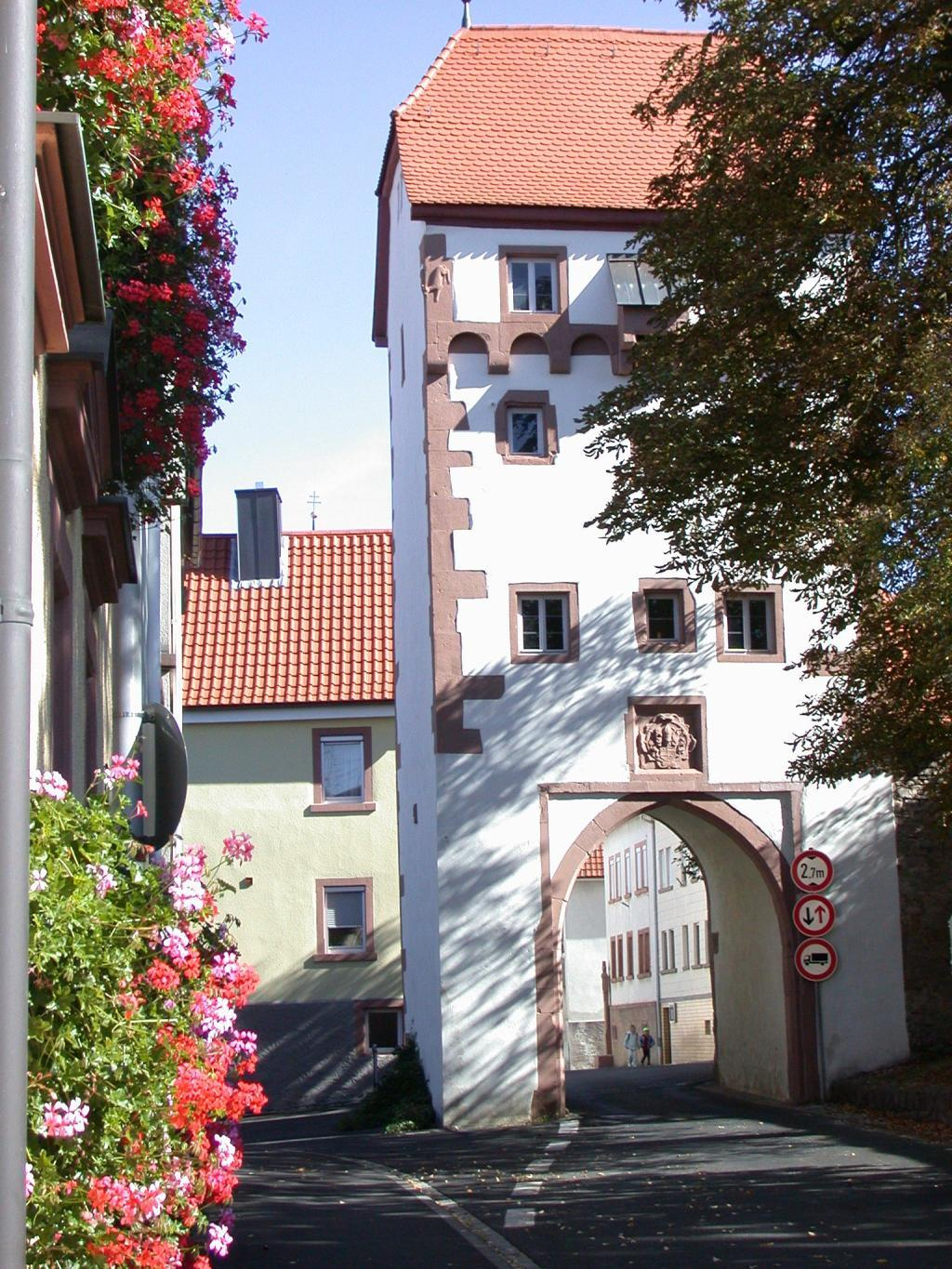
Wahrzeichen der Gemeinde: das Torhaus

### Industrie und Landwirtschaft
Es gab 2012 nach der amtlichen Statistik am Arbeitsort Neubrunn 265 sozialversicherungspflichtig Beschäftigte, davon im produzierenden Gewerbe 64, im Bereich Handel, Verkehr, Gastgewerbe 103 sowie 55 Beschäftigte bei öffentlichen und privaten Dienstleistern. Insgesamt waren 843 Neubrunner Bürger sozialversicherungspflichtig beschäftigt.
Im verarbeitenden Gewerbe gab es keine, im Bauhauptgewerbe fünf Betriebe. Von 19 landwirtschaftlichen Betrieben im Jahr 1999 sind im Jahr 2010 nur noch acht übrig geblieben. Die landwirtschaftlich genutzte Fläche betrug 1064 Hektar, davon waren 1021 Ackerfläche und 41 Dauergrünfläche.

### Bildung
In Neubrunn gibt es folgende Einrichtungen (Stand: 2012):
- zwei Kindergärten mit insgesamt elf Beschäftigten und 57 betreuten Kindern
  - Kindergarten Böttigheim
  - Kindergarten Neubrunn

## Persönlichkeiten
- Anton Seidenspinner (* 9. Dezember 1904 in Böttigheim; † unbekannt), Politiker (NSDAP)
- Emil Kemmer (* 31. März 1914 in Neubrunn; † 26. November 1965 in Bamberg), Politiker (CSU)